# Jacana de Madagascar
La jacana de Madagascar (Actophilornis albinucha) és una espècie d'ocell de la família dels jacànids (Jacanidae) endèmic dels llacs i pantans amb vegetació flotant de Madagascar. En diverses llengües rep el nom de "jacana de Madagascar" (Francès: Jacana malgache. Anglès: Madagascar Jacana).